# Kalknachtloper
De kalknachtloper (Cymindis axillaris) is een keversoort uit de familie van de loopkevers (Carabidae). De wetenschappelijke naam van de soort werd in 1794 gepubliceerd door Johann Christian Fabricius.